# Глазкова, Анжелика Егоровна
Анжели́ка Его́ровна Глазко́ва (род. 28 декабря 1968 года, Кострома, РСФСР, СССР) — российский общественный и политический деятель. Депутат Государственной думы Федерального собрания Российской Федерации VIII созыва (фракция КПРФ). Член комитета Государственной думы по государственному строительству и законодательству. Супруга Николая Платошкина.
Из-за поддержки российско-украинской войны — под санкциями 27 стран ЕС, Великобритании, США, Канады, Швейцарии, Австралии, Японии, Украины, Новой Зеландии.

## Биография
Родилась 28 декабря 1968 года в Костроме.
Окончила электротехническое отделение Костромского химико-механического техникума, в 1998 году — Костромскую государственную сельскохозяйственную академию.
До 2006 года трудилась бухгалтером в сфере теплоэнергетики в городе Кострома, с 2006 по 2019 год работала главным бухгалтером одного из филиалов Московской объединённой энергетической компании.
С 2019 года занялась политической деятельностью, вступив в Общественное движение «За новый социализм!».
19 сентября 2021 года была избрана депутатом Государственной думы VIII созыва. Вошла в состав фракции Коммунистической партии Российской Федерации (не являясь при этом членом партии).

## Общественная и политическая деятельность
На заседании фракции КПРФ Госдумы народный депутат от ДЗНС Анжелика Глазкова представила законопроект о замене трёхцветного флага России на красный флаг СССР. В обосновании особо подчеркивается, что трехцветный флаг был дискредитирован, так как в годы Великой Отечественной войны являлся символом власовских предателей. Фракция КПРФ одобрила законопроект и он в установленном порядке будет вынесен на обсуждение парламента.
После обращения Глазковой к Владимиру Путину по её инициативе Госдума переименовала День окончания Второй мировой войны в День победы над милитаристской Японией и окончания Второй мировой войны.

## Международные санкции
Из-за поддержки российской агрессии и нарушения территориальной целостности Украины во время российско-украинской войны находится под персональными международными санкциями разных стран.
23 февраля 2022 года включена в санкционный список Евросоюза, так как «поддерживала и проводила действия и политику, которые подрывают территориальную целостность, суверенитет и независимость Украины, которые еще больше дестабилизируют Украину».
24 февраля 2022 года, включена в санкционный список Канады «близких соратников режима» за голосование о признании независимости «так называемых республик в Донецке и Луганске».
24 марта 2022 года, на фоне вторжения России на Украину, включена в санкционный список США за «соучастие в войне Путина» и «поддержку усилий Кремля по вторжению в Украину», Госдеп США заявил что депутаты Госдумы используют свои полномочия для преследования инакомыслящих и политических оппонентов, нарушают свободу информации, ограничивают права человека и основные свободы граждан России.
По аналогичным основаниям, с 11 марта 2022 года находится под санкциями Великобритании. С 25 февраля 2022 года находится под санкциями Швейцарии. С 26 февраля 2022 года находится под санкциями Австралии. С 12 апреля 2022 года находится под санкциями Японии. Указом президента Украины Владимира Зеленского от 7 сентября 2022 находится под санкциями Украины. С 3 мая 2022 года находится под санкциями Новой Зеландии.

## Семья
Супруга оппозиционного политика Николая Платошкина, в кампании за освобождение которого принимала активное участие. Есть дочь.